# Slayer
Slayer je američki thrash metal sastav osnovan u Huntington Parku, Kalifornija, 1981. godine. Riječi njihovih pjesama koje pišu Kerry King, Tom Araya i prije svoje smrti Jeff Hanneman, uglavnom su ispunjene anti-religijom, smrću, nasiljem i ratom. Jedan je od članova "velike četvorke" thrash metala, uz Metallicu, Megadeth i Anthrax.

## Povijest sastava
Pionirski thrash metal sastav Slayer osnovan je Huntington Parku u Kaliforniji 1981. godine kada su gitaristi Kerry King i Jeff Hanneman formirali heavy metal sastav s Tomom Arayom kao vokalom i basistom i Daveom Lombardom na bubnjevima. Za manje od dvije godine, grupa je počela
svirati po raznim klubovima, gdje ih je zapazio Brian Slagel, predsjednik diskografske kuće Metal Blade Records, koji ih je brzo primio. Slayerov prvi album Show No Mercy je izdan u prosincu 1983. godine i dobio je kritike da je to album pun maloljetničkog sotonizma s recikliranim riffovima, i iako je intenzivan, frenetični bubnjevi su napravili novo polje u metal glazbi.
Nekoliko mjeseci poslije Slayer je izdao mini CD Haunting the Chapel, koji je potvrdio njihov heavy, bubnjem orijentiran zvuk. Sljedeći sporiji, mračniji album Hell Awaits izašao je 1985. i dao je sastavu prvu priliku da okuse slavu prodavši 100.000 kopija u SAD-u usprkos slaboj promociji. Sada je underground osjećaj privukao pažnju producenta Ricka Rubina, koji je potpisao grupu za diskografsku kuću Def Jam Records da poveća opseg žanrova koje on koristi. Slayerov prvi album za Def Jam bio je Reign in Blood koji je napravio proboj među metal kritikama i fanovima, kombinujući brzinu punka i hardcorea s gitarom i imidž poznatih metal sastava. Pjesme kao što su "Necrophobic" i "Angel of Death" imali su približno 250 beatova po minuti. Kroz album se najviše virtualizira speed metal, koji je utjecao na neke druge sastave. Slayer je dobio loše ocjene zbog njihovog sotonističkog i nacističkog izgleda i simbola, ali grupa je govorila da ne vjeruje ni u jedan sistem. Javno izvikivanje je prouzročilo da CBS Records, Def Jamov distributer, odbace Reign in Blood, tjerajući Def Jam da traže alternativnu distribuciju kroz Geffen; mnogi Slayerovi koncerti bili su pozdravljeni od strane protestanata ili čak otkazani. Bez koncerata i bez distibucije, došlo je veliko iznenađenje kad je Reign in Blood dosegao top 100 i otišao u gold izdavanje. Kako je Slayerova popularnost rasla, sastav je patio od unutarnjih sporova. Bubnjar Dave Lombardo otišao je tijekom turneje 1987., ali se ubrzo vratio. U tim trenutcima ga je zamijenio Tony Scaglione koji je svirao za Whiplash. Njihov sljedeći album izašao je 1988., a nazvan je South of Heaven. Taj album označio je odlazak speed metala i vratio se više tradicionalnom metal zvuku. Usprkos obožavateljskim tužbama album je dobio gold izdanje. Slayer je postao poznat po svojim energičnim koncertima, koji su bili konstantni tijekom kasnih 1980-ih. 1990. izašao je Seasons in the Abyss koji je utvrdio Slayerov status kao jednog od najvećih metal sastava na sceni, prodavši se u preko milijun kopija i dobivši pohvale u svim metal magazinima. Kako bi najavili svoj veliki povratak, Slayer je napravio veliku turneju Clash of the Titans, koja je uključivala grupe kao što su Alice in Chains, Anthrax i Megadeth, i uglavnom neke lokalne sastave. Godine 1991. Slayer je obilježio 10 godina postojanja tako što je izdao dvostruki live album Decade of Aggression, još jedan platinasti hit. 
1992. došlo je do novih problema u sastavu. Dave Lombardo je provodio više vremena sa svojom ženom nego sa sastavom, pa je izbačen iz sastava. Zamijenio ga je Paul Bostaph, koji je prije svirao za Forbidden. Nakon što su odsvirali nekoliko koncerata s novom postavom, Slayer je nestao sa scene i počele su kružiti glasine da će se grupa raspasti. 1993. grupa je radila na soundtracku za film Judgement Night, radeći s raperom Ice-T-om na obradi Exploitedove pjesme Disorder. 
Pred kraj 1994. godine, nova postava je izdala prvi album, brutalno brzi Divine Intervention. Iako se nije baš dobro prodao, zasjeo je na 8. mjesto u SAD-u i potvrdio da je thrash metal još uvijek popularan u '90-ima. Divine Intervention donio je opet loše ocjene zbog omota na albumu tj. zbog otkinute ruke na kojoj je urezano Slayer, pa su se albumi uskoro počeli i zabranjivati. Nakon skoro dvije godine turneje, bubnjar Bostaph otišao je iz Slayera kako bi nastavio raditi na svom starom projektu The Truth About Seafood. Njegova zamjena je došla iz grupe Testament. Bubnjar John Dette nije ostao dugo u Slayeru, manje od 6 mjeseci. Bostaph se potom vratio i 1996. godine grupa je snimila novi album Undisputed Attitude koji je sadržao obrade klasičnih punk sastava kao što su Minor Threat, D.I. i GBH.
Sljedeći album bio je Diabolus In Musica koji je izdan na ljeto 1998. za Columbian Records. Album je otišao visoko na svim metal ljestvicama. Sljedeći Slayerov album izašao je u 2001. godini, a nazvan je God Hates Us All. Ovim albumom Slayer je pokazao da nemaju namjeru promijeniti svoj stil. Nakon tog albuma u grupu se vraća bubnjar Lombardo. Konačno nakon dugo vremena, 2006. godine Slayer objavljuje album Christ Illusion, kojem je prethodio mini CD Eternal Pyre. Album je dobio nešto lošije kritike, ali Slayer već ima takvu reputaciju da mu to ne može naškoditi. Konačno, 2009. godine izlazi album World Painted Blood koji ponovno vraća melodičniji zvuk u nekim pjesmama a kritičari ga najviše uspoređuju sa Seasons in the Abyss. Godine 2015. izlazi Slayerov novi album, Repentless. Album je prvi album na kojem svira novi gitarist Gary Holt, koji je zamijenio Jeffa Hannemana nakon što je preminuo 2013. Kritičari su uglavnom bili zadovoljni albumom, AllMusic dao mu je četiri zvjezdice.
U siječnju 2018. godine, sastav je objavio kako će u svibnju iste godine krenuti u konačnu turneju.

## Kontroverze
Slayer je često puta optuživan da podržavaju nacizam, zbog njihovog loga s orlom koji podsjeća 
na nacistički, te zbog pjesme "Angel of Death", koja govori o Josefu Mengeleu, nacističkom doktoru koji je provodio eksperimente na ljudima zatočenim za vrijeme Drugog svjetskog rata u koncentracijskom logoru Auschwitz, kojeg su prozvali "anđelom smrti". Članovi sastava su često puta tijekom karijere naglašavali da ne podržavaju nacizam, već da su samo zainteresirani za tu temu.
Također su često puta naglašavali da je Rick Rubin, producent tog albuma židov, te da bi bilo iracionalno kad bi latino-američki članovi sastava Lombardo i Araya promicali arijevstvo. Jednako tako, opovrgnuli su bilo kakvu povezanost sa sotonizmom, za što su također često puta optuživani.

## Sastav

### Sadašnja postava
- Tom Araya — bas-gitara, vokali (1982.-danas)
- Kerry King — gitara (1982.-danas)
- Gary Holt - gitara (2013.-danas)
- Paul Bostaph — bubnjevi (1992. – 1996., 1997. – 2001., 2013.-danas)

### Bivši članovi
- Dave Lombardo — bubnjevi (1982-1986., 1987. – 1992., 2001. – 2013.)
- Jeff Hanneman — gitara (1982. – 2013.; preminuo)

## Diskografija
Studijski Albumi
- Show No Mercy (1983.)
- Hell Awaits (1985.)
- Reign in Blood (1986.)
- South of Heaven (1988.)
- Seasons in the Abyss (1990.)
- Divine Intervention (1994.)
- Undisputed Attitude (1996.)
- Diabolus in Musica (1998.)
- God Hates Us All (2001.)
- Christ Illusion (2006.)
- World Painted Blood (2009.)
- Repentless (2015.)

EP albumi
- Haunting the Chapel (1984.)
- Serenity in Murder (1995.)
- Stain of Mind (1998.)
- Eternal Pyre (2006.)

Koncertni albumi
- Live Undead (1984.)
- Decade of Aggression (1991.)
- The Big Four: Live from Sofia, Bulgaria (with Metallica, Megadeth and Anthrax) (2010.)
- The Repentless Killogy (2019.)

## Vanjske poveznice
- Slayer, službene stranice
- National Day of Slayer